# Protosialis bimaculata
Protosialis bimaculata là một loài côn trùng trong họ Sialidae thuộc bộ Megaloptera. Loài này được Banks miêu tả năm 1920.